# Trường Đại học Mỹ thuật Việt Nam
Trường Đại học Mỹ thuật Việt Nam là một trường đại học công lập của Việt Nam chuyên đào tạo nhóm ngành mỹ thuật, thuộc Bộ Văn hóa, Thể thao và Du lịch, tiền thân là Trường Cao đẳng Mỹ thuật Đông Dương thuộc Viện Đại học Đông Dương. Trường Đại học Mỹ thuật Việt nam đã sản sinh ra nhiều họa sĩ tài danh Việt Nam. Năm 2008, trường được đổi tên là Trường Đại học Mỹ thuật Việt Nam, trước đó là Trường Đại học Mỹ thuật Hà Nội.

## Lịch sử
Tiền thân của Trường Đại học Mỹ thuật Việt Nam là Trường Cao đẳng Mỹ thuật Đông Dương thuộc Viện Đại học Đông Dương, thành lập theo Nghị định của Toàn quyền Đông Dương do Martial Merlin ký vào ngày 27 tháng 10 năm 1924. Đến tháng 11 năm 1925 Trường Cao đẳng Mỹ thuật Đông Dương khai giảng khóa đầu tiên, đánh dấu mốc son chính thức về khởi đầu hành trình phát triển của nhà trường. Họa sỹ Victor Tardieu, Giải thưởng Đông Dương (Prix de l'Indochine) năm 1920, trở thành vị Hiệu trưởng đầu tiên của trường từ 1925 đến khi ông qua đời tại Hà Nội năm 1937.
Từ khi thành lập đến nay nhà trường đã trải qua các giai đoạn khác nhau và thay đổi tên trường như sau:
- Giai đoạn 1925 - 1945: Trường Cao đẳng Mỹ thuật Đông Dương;
- Giai đoạn 1945 - 1950: Trường Cao đẳng Mỹ thuật (thuộc Bộ Quốc gia Giáo dục);
- Giai đoạn 1950 - 1957: Trường Mỹ thuật trung cấp (thuộc Vụ VHVN), giai đoạn này nhà trường đã đào tạo 2 khóa đặc biệt của mỹ thuật Việt Nam – Khóa Kháng chiến và Khóa Tô Ngọc Vân;
- Giai đoạn 1957 - 1981: Trường Cao đẳng Mỹ thuật Việt Nam (thuộc Bộ Văn hóa);
- Giai đoạn 1981 - 2008, Trường Đại học Mỹ thuật Hà Nội (thuộc Bộ Văn hóa – Thông tin);
- Giai đoạn 2008 - nay: Trường Đại học Mỹ thuật Việt Nam, Tên tiếng Anh: Vietnam University of Fine Arts (thuộc Bộ Văn hóa, Thể thao và Du lịch).

### Viện Mỹ thuật

Các tác phẩm ở xưởng vẽ trường Mỹ thuật Đông Dương khoảng năm 1930 - 1931.

Thành lập năm 1962 Viện Mỹ thuật do họa sĩ Nguyễn Đỗ Cung làm Viện trưởng. Năm 1995 trường sáp nhập với trường Đại học Mỹ thuật Hà Nội (nay là Trường Đại học Mỹ thuật Việt Nam). Trong giai đoạn này Viện đã có nhiều công trình nghiên cứu đã xuất bản như: 
1. Mỹ thuật Lý, Trần, Lê, Mạc
2. Mỹ thuật Nguyễn ở Huế,
3. Bản rập họa tiết Mỹ thuật cổ Việt Nam,
4. Hình tượng con người trong chạm khắc cổ Việt Nam,
5. Mỹ thuật Việt Nam Hiện đại,
6. Bãi đá cổ Sapa dưới con mắt tạo hình.

## Cơ sở vật chất
Trường nằm giữa khu phố và dân cư đông đúc của thành phố, có diện tích khá nhỏ, một phần diện tích của trường Cao đẳng xưa đã bị cắt bớt để xây dựng trụ sở một cơ quan của Bộ Công An nằm kế bên. Trường có 5 khối nhà chính, với khoảng 20 phòng học, một nhà bảo tàng, một nhà triển lãm, 2 xưởng sơn mài, 1 xưởng đồ họa, 2 phòng máy tính với khoảng 50 máy và một thư viện.
Trường có một ký túc xá nằm trong khuôn viên với khoảng gần 30 phòng. Phòng dành cho sinh viên trong nước thì nhỏ, kê 3 giường đôi, có nhà vệ sinh riêng và có bình nước nóng. Phòng dành cho sinh viên nước ngoài rộng, đẹp và thuận tiện hơn, với trang thiết bị giống một phòng khách sạn nhỏ.
Ở khu nhà học có một cửa sau nối ra khu tập thể Đại học Mỹ thuật Hà Nội (Ngõ 149 Lê Duẩn). Hiện nay, cửa đã không được sử dụng và bị đóng vĩnh viễn.

## Tuyển sinh
Từ năm 2013, trường Đại học Mỹ thuật Việt Nam lựa chọn phương thức tuyển sinh kết hợp giữa thi tuyển và xét tuyển (tổ chức các môn thi năng khiếu, xét tuyển môn Ngữ văn). Địa điểm thi tại trường.

#### Các môn thi
- Hình họa: Vẽ người toàn thân bằng chất liệu chì hoặc than, thời gian thi 01 ngày (8 tiết, mỗi tiết 45 phút). Thí sinh đứng theo vị trí sắp sẵn theo số báo danh. Giờ nghỉ giữa các tiết tất cả các thí sinh bắt buộc phải ra khỏi phòng và trở lại khi bắt đầu tiết sau.
- Trang trí: Vẽ một bài trang trí theo chủ đề. Kích thước tuỳ vào đề thi, chất liệu bột màu trên giấy thi của trường. Thời gian thi 01 ngày (8 giờ liền kể cả thời gian nghỉ ăn trưa). Thí sinh không được phép ra khỏi phòng suốt thời gian này. Người nhà được đưa thức ăn vào theo số báo danh, hoặc trong trường có bán cơm hộp hoặc bánh mì.
- Bố cục: Vẽ một bài bố cục theo chủ đề. Kích thước và thể lệ như môn trang trí.
- Tượng tròn: Nặn chân dung người, thời gian thi 01 ngày (8 tiết, mỗi tiết 45 phút).
- Phù điêu: Nặn phác thảo phù điêu, thời gian thi 01 ngày (8 giờ liền kể cả thời gian nghỉ ăn trưa).
- Văn:  Môn Ngữ văn chỉ xét tuyển chứ không thi. Điểm Ngữ văn được tính là điểm trung bình của kết quả thi tốt nghiệp phổ thông trung học và điểm tổng kết ba năm học trung học phổ thông của môn Ngữ văn, điểm trung bình môn Ngữ văn phải từ 5,0 trở lên. Riêng thí sinh dự thi ngành Sư phạm Mỹ thuật phải đạt 6,5 trở lên.

## Các chương trình đào tạo
Trường đã từng có các chương trình đào tạo hệ sơ cấp và cao đẳng, song giờ chỉ còn hệ Đại học và sau Đại học.

### Hệ đại học

#### Khoa Hội Họa
- Mỗi năm tuyển sinh chừng 30-40 người. Tuyển sinh thường niên.
- Thời gian học 5 năm. Mỗi năm chia làm 2 kì.
- Mục tiêu đào tạo: Đào tạo cử nhân nghệ thuật ngành Hội họa có trình độ và khả năng sáng tạo các tác phẩm hội họa và phục vụ các hoạt động mỹ thuật khác của xã hội.
- Đặc điểm chương trình học: chuyên về Hội họa với các chất liệu chủ yếu: Sơn dầu, Sơn mài, Lụa. Không học các môn in và khắc. Học Hình họa vào tất cả các buổi sáng (trừ kì học cuối cùng).
- Có đóng học phí.

#### Khoa Đồ họa
- Mỗi năm tuyển sinh chừng 7-10 người. Tuyển sinh thường niên.
- Thời gian học 5 năm. Mỗi năm chia làm 2 kì.
- Đặc điểm chương trình học: chuyên về các kĩ thuật in ấn đồ họa và khắc như: in đá, in kẽm, khắc gỗ... Không học kĩ thuật Sơn mài. Học Hình họa vào tất cả các buổi sáng (trừ kì học cuối cùng).
- Có đóng học phí.

#### Khoa Thiết kế đồ họa
- Mỗi năm tuyển sinh chừng 20-45 người. Tuyển sinh thường niên.
- Thời gian học 5 năm. 2 năm đầu được xem là 2 năm cơ bản về chuyên ngành, 3 năm sau là 3 năm học chuyên sâu.
- Mục tiêu đào tạo: Đào tạo cử nhân ngành Thiết kế đồ họa, có trình độ và khả năng thiết kế, sáng tác những tác phẩm đồ họa hai chiều với chức danh là nhà thiết kế đồ họa (Graphic Designer), đồng thời có thể làm một số công việc như là nhà thiết kế quảng cáo (Advertising Designer).
- Có đóng học phí.

#### Khoa Điêu khắc
- Thời gian học 5 năm. Mỗi năm chia làm 2 kì.
- Mỗi năm tuyển sinh chừng 7-9 người. Tuyển sinh thường niên.
- Đặc điểm chương trình học: chuyên sâu về tạo hình khối với các bài nghiên cứu trên đất sét. Chỉ học Hình Họa 2 kì đầu tiên.
- Có đóng học phí.

#### Khoa Lý luận và Lịch sử Mỹ thuật
- Thời gian học 5 năm. Mỗi năm chia làm 2 kì.
- Tuyển sinh chừng 5-10 người. Tuyển sinh không thường niên.
- Đặc điểm chương trình học: nghiên cứu lịch sử mĩ thuật và các môn lý luận. Học Hình họa vào các buổi chiều mỗi 2 tuần. (2 tuần học liền 2 tuần không học) trong 6 kì học đầu.
- Có đóng học phí.

#### Khoa Sư phạm Mỹ thuật
- Thời gian học 4 năm. Mỗi năm chia làm 2 kì.
- Mỗi năm tuyển sinh chừng 25 người. Tuyển sinh thường niên.
- Đặc điểm chương trình học: học đủ các chất liệu Lụa, Sơn mài, Sơn dầu, Khắc gỗ.
- Tăng cường các môn Lý luận và Sư phạm. Học Hình họa vào tất cả các buổi sáng (trừ năm học cuối cùng).
- Có 2 chuyến đi thực tập giảng dạy xa Hà Nội vào năm thứ 3 và 4. Mỗi chuyến từ 2-4 tuần.
- Không đóng học phí.

#### Đặc điểm học
- Trường ĐH Mỹ thuật Việt Nam đào tạo sinh viên Mĩ thuật tạo hình
- Sinh viên không có quyền chọn lựa môn học, và phải hoàn thành đủ mọi môn.
- Với các môn chuyên ngành (tùy theo từng khoa), các bài vẽ đều được tính điểm. Bài cuối cùng mỗi kì được tính điểm số với mức quan trọng của một bài thi.
- Mỗi năm, các lớp đều có một chương trình gọi là Đi Thực Tế; kéo dài 4-8 tuần tại một vùng ngoại thành nào đó trong bán kính khoảng 600 km. Các địa điểm gồm miền núi, miền biển, và nông thôn (đồng bằng).
- Trong thời gian này sinh viên được liên hệ sống chung với gia đình người dân. Mục đích chuyến đi là lấy tư liệu vẽ thực tế bằng ghi chép, ký họa.
- Riêng khoa Lý luận và Lịch sử Mỹ thuật, các chuyến đi có thể ngắn ngày hơn, song tới một chuỗi các địa danh khác nhau, và sinh viên ghi chép lại các thông tin về lịch sử mĩ thuật.
- Năm cuối cùng, mỗi sinh viên tự chọn nơi đi thực tế tự do, có thể đi một mình hoặc một nhóm. Có sinh viên chọn ở lại Hà Nội ghi chép cảnh phố xá, có sinh viên chọn đi xa như vào Tây Nguyên, Nam trung bộ.

#### Một số bộ môn chuyên ngành
- Hình họa
- Bố cục
- Trang trí
- Kĩ thuật Lụa
- Kĩ thuật Sơn dầu
- Kĩ thuật Sơn mài
- Kĩ thuật Khắc và in gỗ
- Kĩ thuật Khắc và in kẽm

### Hệ sau đại học
Chương trình sau đại học được đào tạo không tập trung trong 3 năm, 2 năm đầu là 5 tháng năm cuối 8 tháng.

## Học phí và học bổng
- Học phí đóng theo từng kỳ, hiện là khoảng 2.400.000 VND (Khoảng 105,6 USD), đây là học phí cho Sinh viên là người Việt (được nhà nước bao cấp phần lớn chi phí). Với sinh viên nước ngoài học phí là từ 2500$-3000$.
- Sinh viên được cung cấp họa phẩm môn Hình họa theo từng đợt, chủ yếu bao gồm: bảng vẽ, giá vẽ, giấy vẽ (các loại), bút vẽ, màu bột, màu sơn dầu, xát xi, toan vẽ. Từ năm 2013-2014 trở đi không được cấp nữa. Hoạ phẩm các bài chuyên khoa (đồ hoạ. hội họa, điêu khắc) do học sinh tự túc (đổi mới từ năm học 2007-2008).
- Một số các bài vẽ chuyên khoa Sơn dầu, Lụa, in Đồ họa, và các bài Sơn mài tốt sẽ được trường lưu giữ lại với một khoản tiền dành cho sinh viên có bài tập tốt (Nhà trường mua tranh của sinh viên).
- Mọi sinh viên có điểm tổng kết trung bình trên 7.5, và không có môn học nào dưới 5.0 hoặc phải thi lại đều được nhận mức học bổng 120.000/tháng. Học bổng xét theo từng kì. Nhận vào cuối kỳ sau của kỳ xét đạt học bổng.
- Ngoài ra tất cả các sinh viên đều được tiền phụ cấp hàng tháng khoảng 200.000 đến 220.000 VND (trợ cấp nghề, do môi trường làm việc có tính chất độc hại).

## Cựu sinh viên tiêu biểu
- Khóa I: Lê Phổ, Mai Trung Thứ, Nguyễn Phan Chánh, Lê Văn Đệ...
- Khóa II: Tô Ngọc Vân
- Khóa III: Nguyễn Cao Luyện, Trần Quang Trân, Hoàng Lập Ngôn, Lê Thị Lựu
- Khóa IV: Nguyễn Tường Lân
- Khóa V: Phạm Hậu
- Khóa VI: Trần Văn Cẩn, Nguyễn Gia Trí, Nguyễn Khang
- Khóa VII: Nguyễn Đỗ Cung, Lương Xuân Nhị
- Khóa VIII: Huỳnh Tấn Phát
- Khóa XI: Hoàng Tích Chù, Nguyễn Văn Tỵ, Bùi Trang Chước..
- Một số nhạc sĩ cũng theo học vẽ tại đây: Đặng Thế Phong, Phạm Duy, Văn Cao, Nguyễn Đức Toàn, Nguyễn Đình Phúc...
- Thế hệ sau như: Nguyễn Bá Lăng, Bùi Xuân Phái, Nguyễn Sáng, Dương Bích Liên, Nguyễn Tư Nghiêm...